# Oksana Steschenko

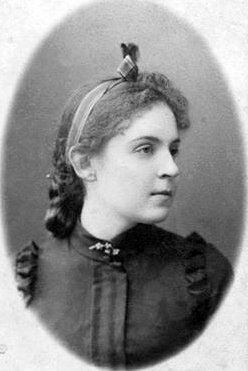
Oksana Steschenko 1891

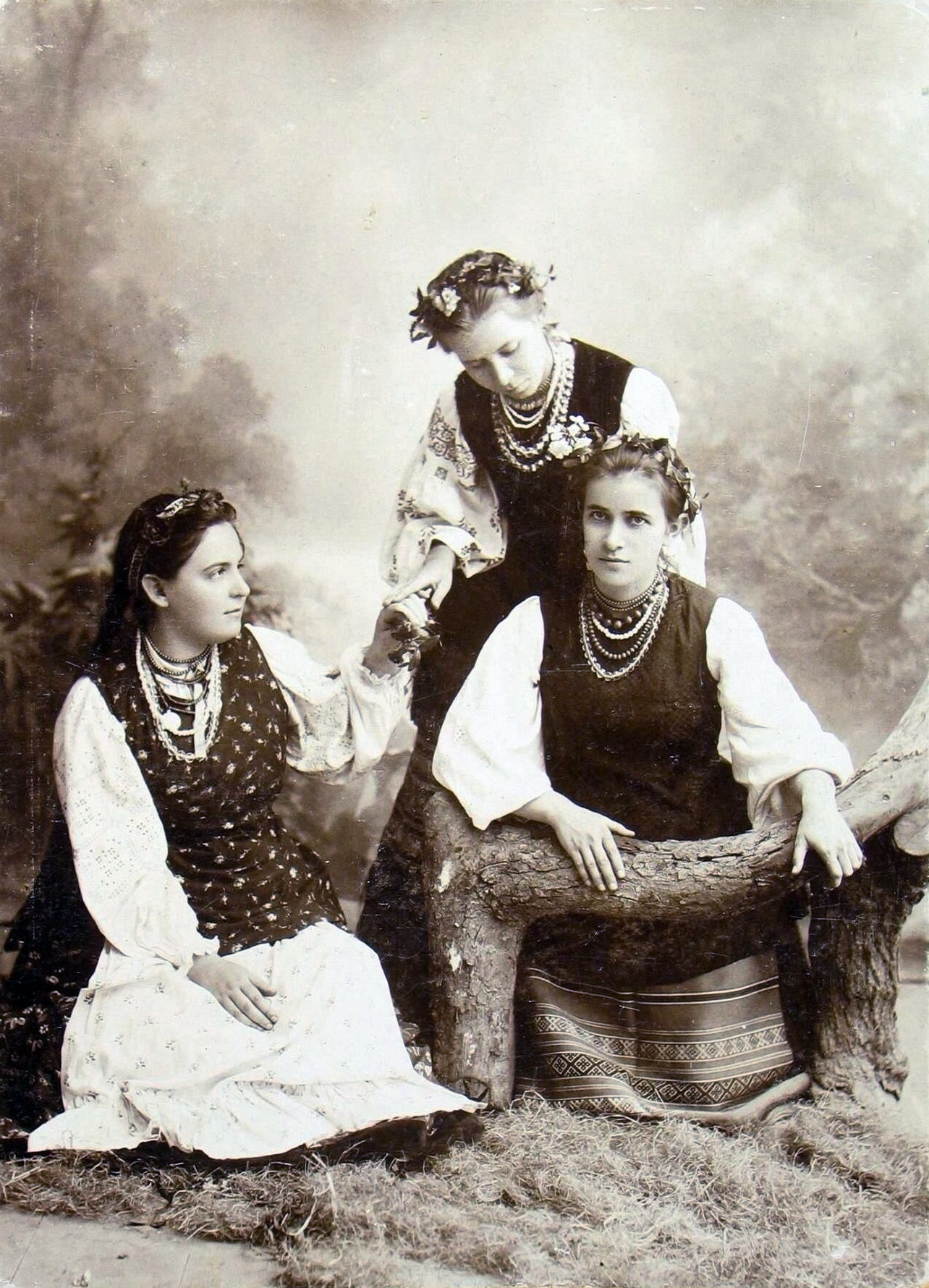
Oksana Steschenko, Lessja Ukrajinka und deren Schwester Olha Kossatsch-Krywynjuk; 1896

Oksana Mychajliwna Steschenko (ukrainisch Оксана Михайлівна Стешенко; * 12. Januarjul. / 24. Januar 1875greg. in Karpiwka, Russisches Kaiserreich, heute Oblast Poltawa; † 1942 in der Kasachischen SSR) war eine ukrainische Kinderbuchautorin und Übersetzerin. Sie war die Ehefrau von Iwan Steschenko und eine Vertreterin der „hingerichteten Wiedergeburt“.

## Leben
Oksana Steschenko kam am 24. Januar 1875 als jüngere Schwester von Ljudmyla Staryzka-Tschernjachiwska in Kiew (weitere Quellen nennen Karpiwka (Карпівка) im heutigen Rajon Krementschuk der ukrainischen Oblast Poltawa als Geburtsort und auch Karpiwka im Gouvernement Podolien wird als Geburtsort genannt) zur Welt.
Oksana wuchs in einer Familie der Intelligenzija mit ukrainischem Selbstverständnis auf. Ihr Vater war der ukrainische Kulturaktivist und Schriftsteller Mychajlo Staryzkyj und ihre Mutter Sofia war die Schwester des ukrainischen Komponisten, Pianisten und Dirigenten Mykola Lyssenko. 1892 machte Oksana in Kiew ihr Abitur. Zusammen mit ihrer Freundin Lessja Ukrajinka und ihrer Schwester Ljudmyla nahm sie an den Plejaden-Treffen teil und arbeitete mit ihrem Vater und ihren Schwestern in der literarischen und künstlerischen Gesellschaft Kiews.
Nachdem sie 1897, im Alter von 22 Jahren, an einer Demonstration gegen die Repressionen, die Marija Fedosjewna Wetrowa in den Tod trieben, teilnahm, wurde sie zwei Wochen im Lukjaniwska-Gefängnis inhaftiert. Der in der Nachbarzelle sitzende Iwan Steschenko gestand ihr auf dem Gefängnishof seine Liebe zu ihr und sie beschlossen zu heiraten, sobald sie aus dem Gefängnis entlassen würden.
Nach Entlassung und Heirat durfte ihr Mann jedoch weder lehren noch in Universitätsstädten, und somit auch Kiew, arbeiten. So verdienten sie ihren Lebensunterhalt auf den Gütern von Mykola Sadowskyj und Marija Sankowezka und besuchten ab und an Kiew, wo sie im August 1898 am Kongress der illegalen Gesellschaft Junge Ukraine teilnahmen, aus der heraus sich später verschiedene ukrainische politische Parteien bildeten.
Nach ihrer Rückkehr nach Kiew arbeitete Iwan Steschenko, da ihm pädagogische Arbeit nach wie vor verboten war, in der Leitung der Südwestbahn und im Kiewer Stadtrat. Das Ehepaar nahm aber auch aktiv an revolutionärer Untergrundarbeit und umfangreicher öffentlicher Arbeit teil, was Oksana jedoch nicht daran hinderte, Mutter von zwei Kindern zu werden: Iryna (1898–1987), eine zukünftige Schauspielerin und Übersetzerin, und Jaroslaw (1904–1939), der in den 1920er Jahren Bibliograf wurde und Ende der 1930er Jahre in sibirischen Lagern zu Tode kam.
Da die öffentliche und publizistische Arbeit der Steschenkos nicht unbemerkt blieb, wurde ihre Wohnung am 24. Januar 1906, dem Geburtstag Oksanas, von der Polizei durchsucht, jedoch wurde nichts Verdächtiges gefunden.
Zu Beginn des Ersten Weltkrieges arbeitete Iwan Steschenko als Direktor am sogenannten Tetyaniv-Gymnasium für Flüchtlingskinder und Oksana war als Trauerkrankenschwester (сестрою-жалібницею) im Krankenhaus tätig.
Nach der Februarrevolution und dem ukrainischen März 1917 wurde Iwan Generalsekretär für Bildung und Wissenschaft, des Generalsekretariats der ukrainischen Zentralna Rada, sprich Bildungsminister der Ukrainischen Volksrepublik. Oksana war während dieser Zeit unter Leitung ihres Mannes in der Abteilung für außerschulische Bildung und der Kommission des Ukrainischen Nationaltheaters tätig. In Poltawa wurde ihr Mann in der Nacht vom 29. auf den 30. Juli 1918 durch zwei Schüsse tödlich verwundet. Oksana, nun Witwe, arbeitete in der Volksrepublik weiter als Leiterin der Kinderheime in der Abteilung für außerschulische Bildung. Zwischen 1919 und 1923 war sie beim Ukrainischen Roten Kreuz tätig.
Bereits vor dem Tod ihres Gatten veröffentlichte sie das Kinderlesebuch „Ridni koloski“, in dem sie die besten Werke der ukrainischen Literatur sammelte. Weitere Ausgaben des Buches folgten 1917, 1918, 1923 und 1924. Während der folgenden Jahre erschien eine Sammlung von Колоски життя (1924, 1925). In den 1920er und frühen 1930er Jahren schrieb sie zahlreiche Prosa- und Gedichtbücher für Kinder, darunter Як Юрко подорожував на Дніпрові пороги Jak Jurko podoroschuwaw na Dniprowi porohy, zu Deutsch Wie Jurko zu den Stromschnellen des Dnepr reiste.
Oksana Steschenko übersetzte zudem mehrere historische Romane ihres Vaters, die dieser aufgrund des Emser Erlasses in Russisch publizieren musste, ins Ukrainische (darunter Кармалюк Karmaljuk). Weiterhin übersetzte sie einige Gedichte von Nikolai Nekrassow und 1939 Michail Jewgrafowitsch Saltykow-Schtschedrins Roman Frau Golowljowa ins Ukrainische.
Am 20. Juli 1941 wurde sie, gemeinsam mit ihrer Schwester Ljudmyla Staryzka-Tschernjachiwska, mit der sie sich eine Wohnung teilte, vom NKWD verhaftet und nach Charkiw verbracht, wo die Schwestern wegen antisowjetischer Aktivitäten gemäß Artikel 54 des Strafgesetzbuchs der Ukrainischen SSR angeklagt und verurteilt wurden. Anschließend wurden die Schwestern in einem Güterwagon, im selben Zug wie unter anderem auch der Schriftsteller und Orientalist Ahatanhel Krymskyj, nach Kasachstan deportiert. Ihre Schwester Ljudmyla starb während des Transports und ihr lebloser Körper wurde vom Begleitpersonal aus dem Zug geworfen. Oksana überlebte die strapaziöse Reise und starb wahrscheinlich 1942 in einem sowjetischen Gulag in Kasachstan.